# غزوه سویق
غزوه سویق یکی از غزوات پیامبر اسلام است که در سال دوم هجری اتفاق افتاد.

## شرح غزوه
بعد از جنگ بدر و شکست مشرکین مکه، ابوسفیان قسم یاد کرد تا انتقامی سخت از محمد بگیرد. به همین جهت به همراه دویست نفر -و به نقلی ۱۰۰ نفر- به سمت مدینه حرکت کرد. پس از رسیدن به منطقه نجدیه و رفتن شبانه به قلعه بنی نظیر، قصد جمع آوری اطلاعات از مسلمانان مدینه را کردند. سپس ابوسفیان در همان شب، با همراهی چند تن از یارانش به یکی از باغ‌های اطراف مدینه حمله کرده و یکی از انصار را به همراه برخی از غلامانش به قتل رسانده و باغ را به آتش کشیده و گریختند. ابوسفیان چنین می پنداشت که با این کار، انتقامش را از محمد گرفته است. پس از اطلاع محمد از این اتفاق، لشکری ترتیب داده و به دنبال ابوسفیان از مدینه خارج شد ولی به جهت فاصله بین آنها، دسترسی به ابوسفیان میسر نشد. ابوسفیان و همراهانش نیز از ترس سپاه اسلام، سرعت خود را بیشتر کرده و برای این مقصود، کیسه های آذوقه و آرد خود را رها کردند، به همین جهت به این غزوه، غزوه سویق (آرد) نامیدند.

## نام‌گذاری
پس از بازگشت سپاه اسلام به مدینه، مردم از محمد سوال کردند که آیا می توان این ماجرا را غزوه به حساب آورد، و محمد این موضوع را تایید کرد.

## جگونگی وقوع جنگ
جنگ بدر بیشتر قریش را داغ دار و مصیبت زده کرده بود، و از آن جمله ابوسفیان بود که یک پسر از دست داده بود و یک پسر او نیز به اسارت رفته بود و چند تن دیگر نیز از نزدیکان و فامیلش از میان رفته بودند و با توجه به این که خود را از رؤساى قریش مى دانست تحمل شکست از مسلمانان نیز براى او بسیار دشوار بود. از این رو پس از جنگ بدر قسم خورد تا انتقام خود را از پیامبر اسلام نگیرد با زنان هم بستر نشود و بدنش را شستشو ندهد. او چنین سروده است:
```
ترجمه به فارسی: بر یثرب و گروه‌هاى آن بتازید که آن چه گرد آورده ‌اند، تاراج شما باشد؛ اگر جنگ بدر به سود آنان پایان گرفت، جنگ‌ هاى پس از آن مایه سربلندى شما خواهد بود سوگند خوردم که با زنان آمیزش نکنم و سر و تن خویش نشویم تا قبیله ‌هاى اوس و خزرج را نابود کنید. زیرا آتش در دل زبانه مى ‌کشد.
```

و به همین منظور در ماه ذی الحجه سال دوم هجرت - یعنى دو ماه پس از جنگ بدر - به قصد انتقام از پیغمبر اسلام با دویست تن از جنگ جویان قریش به سوى مدینه حرکت کرد و تا جایى به نام «ثیب» نزدیکی هاى شهر مدینه پیش آمد و در آن جا همراهان خود را گذارده و چون شب شد خودش به تنهایى به سوى قلعه هاى یهود بنی نضیر رفت و بر در خانه حیى بن اخطب یکى از سران یهود آمد، ولى حیى بن اخطب وقتى دانست ابوسفیان دشمن سرسخت مسلمانان و پیغمبر اسلام است ترسید در را به روى او باز کند.
ابوسفیان ناچار شد در خانه سلام بن مشکم - یکى دیگر از سران یهود مزبور - برود و او در را به رویش باز کرده و از وى پذیرایى به عمل آورد و اطلاعاتى نیز از وضع مسلمانان در اختیار او گذارد.
ابوسفیان پس از این ملاقات همان نیمه شب از نزد سلام بن مشکم خارج شده، پیش همراهان آمده و عده اى از آن ها را مامور کرد تا به نخلستان هاى اطراف مدینه یورش برند، آن ها نیز خود را به نخلستان «عریض» رسانده قسمتى از آن را آتش زده و دو تن از انصار را نیز در آن جا کشتند و به پایگاه خود بازگشتند. ابوسفیان بیش از آن درنگ را جایز ندانسته همان ساعت دستور حرکت به سوى مکه را صادر کرد و با عجله به جانب مکه بازگشتند.
روز بعد که پیامبر اسلام از جریان مطلع شد ابولبابه را در مدینه به جاى خود منصوب داشته و با ۲۰۰ نفر از مهاجر و انصار به منظور تعقیب ابوسفیان از شهر خارج شد و تا جایى به نام «قرقرة الکدر» - چهارده منزلى مدینه - پیش رفت و چون به ابوسفیان دسترسى نیافت پس از پنج روز به مدینه بازگشت.
ابوسفیان و همراهانش از ترس مسلمانان به سرعت راه مى پیمودند و براى این که سبک بار شوند و بهتر بتوانند راه بپیمایند، توشه و آذوقه راه خود را که عبارت از «سویق» (یعنى آرد) بود و در کیسه هایى همراه خود آورده بودند روى زمین مى ریختند و مى رفتند که تعداد زیادى از آن ها نصیب مسلمانان گردید و به همین مناسبت آن غزوه را «سویق» نام نهادند.
ابو سفیان گمان مى ‌کرد این یورش، مرتبه او را بالا برده و بخشى از موقعیت از دست رفته قریش را بازخواهد گرداند اما اشتباه می کرد.  دانشنامه اسلامی